# Dryás
Dryás (řecky Δρύας — dub, latinsky Dryas) byl v řecké mytologii synem nebo otcem thráckého krále Lykúrga.
Thrácký král Lykúrgos byl nejprve přítelem boha Dionýsa, později ho však začal pronásledovat, protože ve víně spatřoval záhubu lidstva. Když jednou Dionýsos zavítal do Thrákie s celým svým průvodem, Lykúrgos průvod rozehnal, některé Bakchantky zajal, některé dokonce i zabil a Dionýsos sám se musel zachránit útěkem a skokem do moře. Tehdy mu přispěchala na pomoc bohyně Thetis.
Dionýsos Lykúrga za zradu krutě potrestal: seslal na něho šílenství, v němž král zabil svého vlastního syna Dryanta a jeho mrtvolu ještě zohavil. Sobě usekl nohy v domnění, že ničí vinnou révu. Podle jiné verze však tento trest na Lykúrga seslal sám nejvyšší bůh Zeus.
Následně království hubil mor, nastala dlouhá neúroda. Podle věštby musel Lykúrgos zemřít.
Rozlícený lid vyvedl krále na horu Pangaion a tam ho nechal roztrhat koňmi.